# Chaussette à orteils

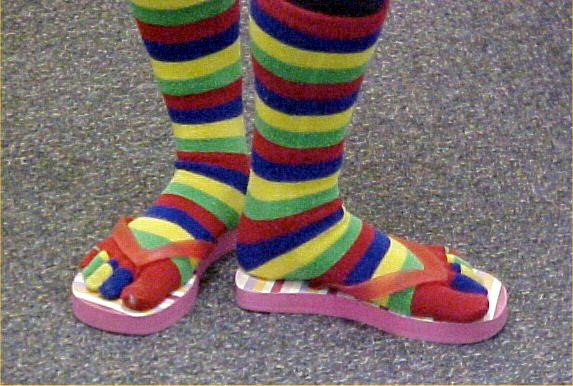
Chaussettes à orteils portées avec des tongs.

La chaussette à orteils (ou chaussette-gant ou chaussette à doigts) est un type de chaussette dont la pointe est divisée pour que les orteils soient chacun enveloppés séparément, tel un gant sur une main.

## Description
Il existe aussi une version intermédiaire, comparable aux moufles, où seul le gros orteil est séparé. Celle-ci est une tabi.
L’une et l’autre sont d’usage très courant au Japon, et sont parfaitement adaptées au port des Getas. 

### Caractéristique
- elle permet de mieux bouger les orteils ;
- elle permet de réduire la transpiration ;
- elle peut être facilement portée avec des tongs ;
- portée à la maison en hiver, elle apporte plus de confort ;
- elle permet de chausser des chaussures à orteils